# Torrelló
|  | No s'ha de confondre amb Torelló. |

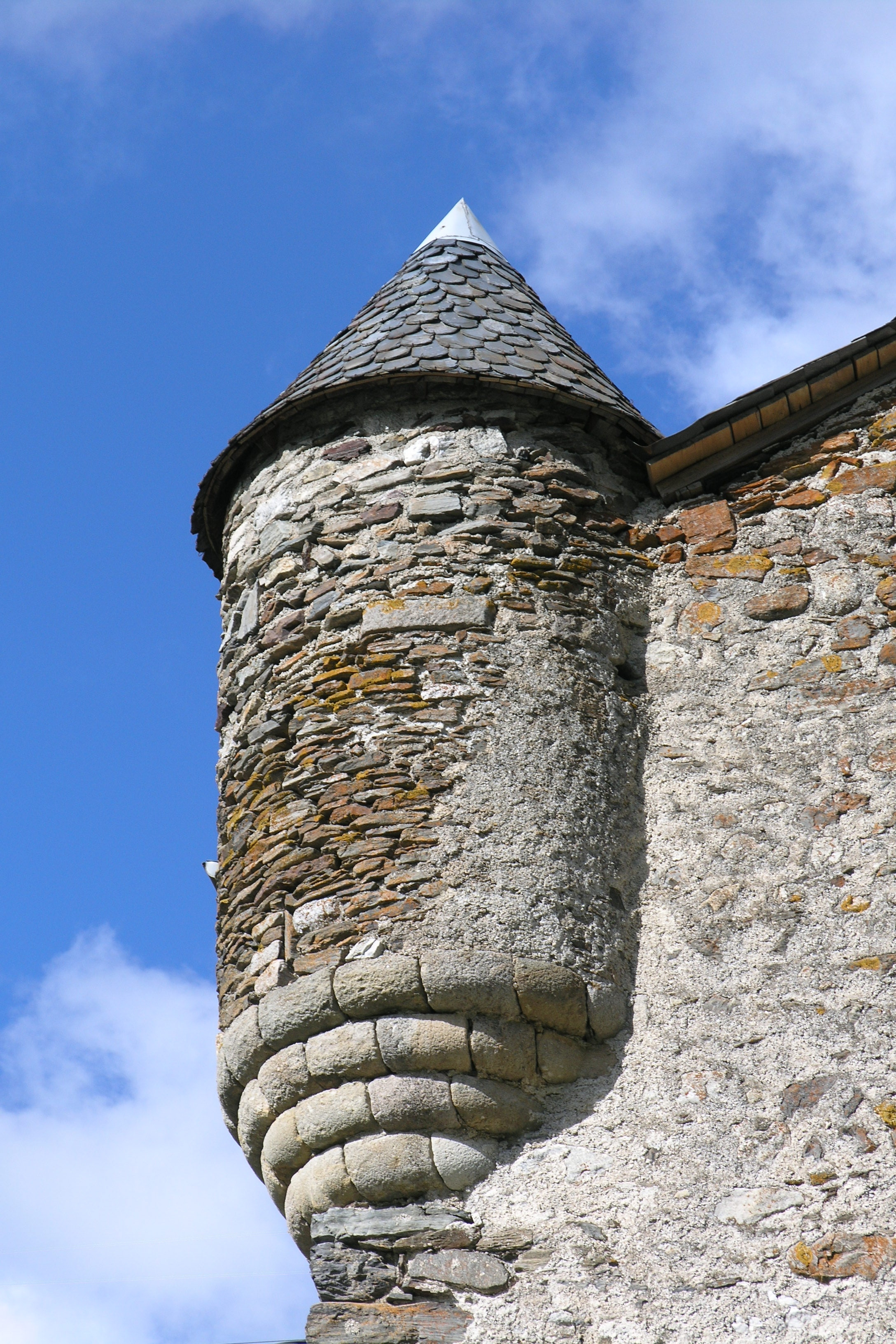
Torrelló d'un castell

Un torrelló és una petita torre adossada a un mur, del qual sobresurt només una part de la secció prismàtica de la torre. També es coneix com a torratxa, torreta i torricó. En els castells i fortificacions, servien per garantir una posició defensiva que permetia cobrir les zones adjacents dels murs. També era habitual utilitzar-los com a element decoratiu; per exemple, en l'art romànic s'utilitzava per ornar les cantonades sota teulada, de vegades sostinguts per mènsules. Pot anar cobert de merlets o bé dur un sostre cònic.